# 东阳公主 (唐顺宗)
东阳公主（?—?），唐朝公主，是中国唐朝第十代皇帝唐顺宗李诵之女。她的生母不详。初封信安郡主，永贞元年（805年），信安郡主进封东阳公主。嫁给了崔杞。大和八年（834年）六月廿九日，崔杞担任兖海沂密观察使。